# Károly Levitzky
Károly Sándor Levitzky (Dorgoş, 1º maggio 1885 – Budapest, 23 agosto 1978) è stato un canottiere ungherese.

## Risultati sportivi
Levitzky gareggiò nella IV Olimpiade disputata nel 1908. In quella occasione vinse la medaglia di bronzo nel singolo. Nell'occasione la competizione si svolgeva con sfide uno contro uno. Levitzky perse in semifinale contro il britannico Alexander McCullough che conquistò poi l'argento nella finale persa contro il connazionale Harry Blackstaffe.
Il canottiere ungherese partecipò anche alla Olimpiade successiva, a Stoccolma nel 1912, ma fu eliminato al secondo turno dal russo Mart Kuusik.

### Olimpiadi
- Olimpiadi di Londra - 1908

Singolo: 3° (a pari merito con il tedesco Bernhard von Gaza)